# Soulcalibur III
Soulcalibur III (jap. ソウルキャリバーIII SōruKyaribā Surī) – czwarta część serii komputerowych bijatyk, wydana na platformie PlayStation 2 przez grupę Project Soul, będącą oddziałem japońskiego producenta i wydawcy Namco. Jest to kontynuacja Soulcalibura II.
Gry z serii Soulcalibur charakteryzuje to, że w odróżnieniu od innych produkcji tego typu walka w nich odbywa się z użyciem broni białej, a nie walcząc uderzeniami i kopnięciami chociaż i tego typu ciosy są dostępne.
Dzięki wysokiej jakości obrazu i dźwięku gra otrzymała certyfikat THX.

## Rozgrywka

### Walka
Podobnie jak w innych grach tego typu walka toczy się pomiędzy dwoma zawodnikami ustawionymi do siebie naprzeciwko aż do momentu gdy: poziom zdrowia jednego z nich wyniesie 0, wypadnie on z areny bądź będzie posiadał mniej punktów zdrowia w momencie w którym zakończy się czas przeznaczony na walkę.
Postacie mogą poruszać się we wszystkich ośmiu kierunkach co nie jest często spotykane w tego typu grach.

### Tryby gry

#### Dla jednego gracza

##### Tales of Souls
Fabularny tryb gry. Dla każdej z postaci dostępna jest osobna historia, w której niszczy bądź stara się posiąść miecz Soul Edge. W trybie tym należy pokonywać poszczególnych przeciwników a następnie po udanej walce wybrać jedną z opcji, która wpływa na dalszą drogę bohatera. Pomiędzy niektórymi walkami wyświetlane są krótkie cut scenki; w kilku z nich gracz ma wpływ na ich przebieg poprzez wciśnięcie w odpowiednim czasie kombinacji określonych przycisków na kontrolerze. W zależności od wyboru drogi na końcu do pokonania pozostaje przeciwnik o imieniu Abyss bądź Night Terror. Dla większości z postaci cut scenki są podobne; różnią się jedynie dialogami i bohaterami występującymi w nich.

##### Chronicles of the Sword
Tryb przypominający gry strategiczne, w którym gracz dysponuje kilkoma postaciami i toczy walki pokonując kolejnych przeciwników rozmieszczonych na mapie oraz przejmując ich fortyfikacje.

##### World Competition
Do ukończenia gracz ma 12 mistrzostw, w których aby przejść do kolejnego wymagane jest otrzymanie pierwszego miejsca w każdym z konkursów. Tryb ten charakteryzuje się wyższym poziomem trudności od pozostałych trybów.

##### Soul Arena
Tryb dzielący się na dwa mniejsze: Quick Play oraz Mission. W Quick Play gracz musi pokonać siedmiu losowo wybranych przeciwników oraz na końcu Abyssa. Tryb Mission charakteryzuje się wyborem różnych niewielkich zadań, które należy spełnić, aby pokonać przeciwnika podczas walki.

##### Practice
Practice jest trybem w którym gracz może nauczyć się zasad gry oraz trenować walkę przed przystąpieniem do prawdziwej rozgrywki. Dostępne są następujące opcje: Tutorial — w tym trybie jeden z bohaterów gry – Olcadan – uczy gracza podstaw walki i nakazuje wykonywanie określonych ćwiczeń, Free Training — tutaj gracz może ćwiczyć poszczególne ruchy postaci oraz ustalić zachowanie komputerowego przeciwnika, co pozwala trenować określone akcje w grze; Glossary — słowniczek terminów używanych w Soulcalibur III.

##### Museum
W trybie tym dostępne są dla gracza różne grafiki przedstawiające szkice postaci z gry, filmiki, profile bohaterów zawierające informacje o nich, animacje prezentujące posługiwanie się bronią przez daną postać oraz tryb, w którym komputer sam prowadzi walki pomiędzy dwoma sterowanymi przez siebie zawodnikami.

##### Character Creation
Pierwszy raz w serii gracz ma możliwość stworzenia własnej postaci. Podczas tworzenia bohatera gracz musi określić jego płeć oraz zawód (org. job), który decyduje o tym do jakich broni ma postać dostęp. Dostępne specjalności to: barbarian, monk, thief, dancer, ninja, gladiator, pirate, sage, assassin, knight, samurai oraz sword master, który ma możliwość używania każdej broni.
Cechy biologiczne postaci jakie można określić to: wygląd twarzy, barwa głosu, fryzura oraz kolor brwi, ust, oczu, skóry i włosów.
Oprócz cech biologicznych gracz ma również możliwość ustalenia stroju postaci. Ubranie nie wpływa na wytrzymałość bohatera podczas walki, jednak przemienia jego charakter co powoduje zmianę wypowiadanych przez niego kwestii przed, podczas i po walce.
Postacie utworzone w Character Creation mogą używać broni, które nie są dostępne dla pozostałych zawodników; są nimi: katana (z i bez shurikena), kunai, dwa rodzaje chińskiego miecza, grieve edge, kij, lanca, wachlarz bojowy, sierp (w grze nie przypomina prawdziwego sierpa), sztylet, miecz dwuręczny, miecz z tarczą, tamburyn, nunchaku, wave sword oraz rapier.

#### Dla dwóch i więcej graczy
W grze dostępne są trzy tryby dla dwóch lub większej liczby graczy. Soulcalibur III nie pozwala na rozgrywkę w sieci Internet − taka możliwość została dodana w kontynuacji gry.

##### VS Standard i VS Special
Klasyczna walka pomiędzy dwoma zawodnikami. VS Special różni się tym od VS Standard, że bronie używane przez zawodników mają włączone tzw. efekty (org. weapon effects). Efektami broni są określone dodatki do nich, powodujące, że np. z każdym uderzeniem stają się silniejsze lub dodają zawodnikowi punkty zdrowia za każdy obroniony atak.

##### VS Competition
Tryb podobny do World Competition. W VS Competition może uczestniczyć jednocześnie do 8 zawodników sterowanych przez człowieka. Rozgrywka odbywa się na zasadzie hot seat, w którym gracze grają na zmianę i każdy z nich zdobywa punkty w walkach z komputerowym bądź ludzkim przeciwnikiem, które później zdecydują o zajmowanych przez nich pozycjach na końcu mistrzostw.

## Świat gry

### Postacie
W grze występują postacie znane z poprzednich części oraz czterej (nie licząc postaci dodatkowych) nowi bohaterowie: Tira, Setsuka, Zasalamel oraz Abyss który jest jego mutacją. Każdy z bohaterów posiada dwa odmienne stroje; dodatkowo gracz ma możliwość zmiany koloru niektórych elementów tych strojów.

#### Postacie dodatkowe
Poza głównymi bohaterami dostępnych jest również 17 postaci dodatkowych. Występują oni w trybach Chronicles of the Sword (większość) oraz Tales of Souls a trzy z nich to sprzedawczynie ze sklepu w grze, w którym kupuje się dodatkowe bronie, ubrania i przedmioty. Bohaterowie Ci w większości są postaciami, które są możliwe do stworzenia w Character Creation i mogą oni korzystać jedynie z tych broni, które są przystosowane dla bohaterów wykreowanych w tym trybie.
Niektóre z postaci dodatkowych posiadają cechy fizyczne, których nie idzie stworzyć w trybie tworzenia własnej postaci. Każda z nich ma dostępne dwa stroje, które nieznacznie różnią się między sobą.
Postacie dodatkowe nie są dostępne w trybie Tales of Souls jako te, które może wybrać gracz i występują jedynie jako bohaterowie niezależni.

### Areny
W Soulcalibur III występuje 25 aren z czego trzy dostępne są w kilku wersjach (dwie areny w trzech a jedna w dwóch odmianach). Dodatkowo dostępne są cztery poziomy specjalne, na których panują warunki utrudniające grę (np. śliska nawierzchnia).

## Odbiór gry
Gra Soulcalibur III otrzymała pozytywne opinie recenzentów. Średnia ocen z różnych publikacji wystawiona przez agregator Metacritic wynosi 86/100.
Polski serwis GRY-OnLine ocenił Soulcalibur III wysoko, dając 8 na 10 punktów.
W 2005 roku gra otrzymała tytuł Best Fighting Game (pol. Najlepsza Bijatyka) nadany przez: E3 Game Critics Awards, GameSpot's E3 Editors' Choice Awards oraz IGN.